# Erich Weinnoldt
Erich Christian Franz Weinnoldt (* 29. September 1892 in Kiel; † 20. Mai 1954 ebenda) war ein deutscher Diplomingenieur und Ministerialrat.

## Leben und Wirken
Erich Weinnoldt war ein Sohn von Ernst Weinnoldt und dessen Ehefrau Else Margarete, geborene Schütze. Der Vater unterrichtete als Prof. Dr. phil. an der Kieler Marineschule und war Direktor der Städtischen Handelslehranstalten in Hannover.
Weinnoldt besuchte das humanistische Gymnasium in Kiel und studierte danach Bauingenieurwesen an Universitäten in Hannover und München. Die Jahre von 1915 bis 1920 verbrachte er in Kriegsgefangenschaft. Nach dem Studienabschluss 1920 als Diplomingenieur erhielt er zum 20. November 1922 eine Stelle als Regierungsbaumeister und leitete in dieser Position den Bau des Hindenburgdammes. 1927 übernahm er die Leitung des Vorarbeitsamtes, das Probleme an der Niederung der Eider beheben sollte.
1928 zum Regierungsbaurat befördert, gehörte Weinnoldt von 1936 bis 1939 dem Vorstand des Marschenbauamtes in Heide an. 1938 wurde er Oberregierungsbaurat und arbeitete als Dezernent für die Regierung in Schleswig. 1948 wechselte er als Dezernent an das Ministerium für Ländlichen Raum und Forsten Kiel. 1951 bekam er eine Stelle als Regierungsbaudirektor; ab 1953 arbeitete er als Ministerialrat.
Während seiner Zeit als Generaldezernent und Abteilungsleiter hatte Weinnoldt die komplette Leitung über die Wasserwirtschaft inne. Nennenswert sind seine Anstrengungen, die Wasserwirtschaft im Bereich der Eider zu regeln. Außerdem bemühte er sich um den Küstenschutz und initiierte ein umfangreiches Programm zur Verstärkung der Deiche und unterstützte die Arbeiten der Berufsstände. Er gründete den Küstenausschuss Nord- und Ostsee mit und hatte die Hauptschriftleitung der Zeitschrift Wasser und Boden inne.